# Nesticus kunisakiensis
Espèce
Nesticus kunisakiensis est une espèce d'araignées aranéomorphes de la famille des Nesticidae.

## Distribution
Cette espèce est endémique de la préfecture d'Ōita au Japon,.

## Description
Le mâle holotype mesure 5,63 mm et la femelle paratype 4,46 mm.

## Étymologie
Son nom d'espèce, composé de kunisaki et du suffixe latin -ensis, « qui vit dans, qui habite », lui a été donné en référence au lieu de sa découverte, Kunisaki.

## Publication originale
- Irie, 1999 : A new species of the genus Nesticus (Araneae: Nesticidae) found in a tuff cave from Oita Prefecture in Kyushu, Japan. Acta Arachnologica, vol. 48, no 2, p. 139-142 (texte intégral).